# 西双版纳嘎洒国际机场
西双版纳嘎洒国际机场是位于中国云南省西双版纳傣族自治州景洪市西南部的民用机场，原名西双版纳嘎洒机场，简称版纳机场，又称景洪机场。版纳机场是西南地区“文明机场”，也是云南省第二个国际机场。1990年建成通航，属于中国国家一类口岸。版纳机场共经历改扩建工程3次，目前版纳机场飞行区等级为4D，跑道長2400米，可供波音767、空中客车A330及以下机型起降。

## 历史
西双版纳嘎洒机场于1987年12月1日动工兴建，1989年10月1日成立民航西双版纳站，1990年建成通航，隶属于中国民用航空局（民航云南省管理局）云南航空公司，1990年2月13日民航西南管理局批准云南省局开辟昆明至西双版纳的航线，1990年4月7日正式通航。建成时机场占地面积1620亩，机坪面积20400平方米，停机位4个，航站楼面积7859平方米，飞行等级区3C。1996年经中华人民共和国国务院审批为国家一类口岸，2000年2月2日开通直飞泰国曼谷国际航班，2001年10月17日曼谷航空公司开通至西双版纳航线，标志着机场正式对外国籍飞机开放。
由于民航体制改革需要，2001年12月31日机场与航空公司分家，2004年4月26日云南机场集团有限公司正式挂牌成立，民航西双版纳站变更为云南机场集团公司西双版纳机场，隶属于云南机场集团有限公司。机场先后经历三次改扩建工程。在2012年完成的改扩建工程将版纳机场定位为通向东南亚、南亚的中型枢纽机场。新建航站楼是具有傣族建筑文化特点的热带雨林花园式机场。飞行区由3C扩建为4D类等级机场规划，总投资9.87亿元，新建3.3万平方米国内航站楼、5.96万平方米停机坪，在第二次扩建10个停机位的基础上，新增了8个机位，新建、改造停车场共2.4万平方米。
2023年5月30日，中国民用航空局正式批准西双版纳嘎洒机场更名为“西双版纳嘎洒国际机场”。

### 荣誉
机场被国务院、民航总局、西南管理局、民航云南省局多次授予荣誉称号，先后荣获中国“五一劳动奖状”、中国“民族团结进步模范单位”、中国民航“精神文明标兵单位”、“全国民航先进集体”、“社会治安综合治理先进单位”、“云南省卫生机场”、“99昆明世界园艺博览会航空保障工作集体记功单位”等，65次受到民航上级和地方党委、政府的表彰，被国家民航总局誉为中国支线机场的一面旗帜。

## 机场运行状况
西双版纳机场通航投入使用以来，由于地区经济尤其是旅游业的发展，航班量及旅客吞吐量迅猛增加，特别是1999年昆明世界园艺博览会的召开，客流量达135.5万人次，客座率达87.8%，货邮吞吐量已达8031吨，载运率达75.1%，飞行量达到11168架次，2012年客流量达230万人次。已成为中国重要的旅游机场，云南省干线机场。2000年通过民航西南管理局评审、2001年被授予“文明机场”称号。机场业务量在整个云南省航空业务量中所占比重逐年上升，航空运输的增长速度十分惊人，云南干线机场中地理位置较为重要、生产运输最繁忙的航空港。机场开通运营以来，方便快捷的航空运输被越来越多的人（尤其是旅游者）所选用。旅游者、投资者和科技工作者等的到来，不仅促进了版纳地区经济的发展，同时也为西双版纳带来更新更快的信息和科学技术。民用航空运输已成为西双版纳州经济和社会发展重要的基础设施，据国家民航总局2012年统计数字显示，西双版纳嘎洒机场的年客流量在中国183个民用运输机场中排名44位，旅客吞吐量为230.7万人次，比2011年同增20.3%；货邮吞吐量为4888.4吨，全年起降21234架次，高峰小时旅客流量可以保障2400人，已跃居中国部份省会城市机场前列。西双版纳嘎洒机场，将满足2015年旅客吞吐量350万人次、年飞行32757架次，年货邮吞吐量16900吨规模进行规划建设，并预留远期（2035年）年旅客吞吐量770万人次，货邮吞吐量9.7万吨规模的发展用地。

## 航点
| 航空公司     | 目的地 |
| ------------ | --- |
| 瑞丽航空     | 国内：福州（经停南宁）、兰州（经停丽江）、丽江、芒市、南宁、天津（经停丽江）、西宁 国际：清迈                                                       |
| 祥鹏航空     | 成都-天府、重庆、大理、赣州、杭州（经停赣州）、济南、昆明、丽江、南昌（经停大理）、南京、上海-浦东、沈阳、腾冲、武汉、西安、郑州                    |
| 中国东方航空 | 北京-大兴、常州、广州、合肥、昆明、南昌、南京、青岛（经停太原）、上海-浦东、太原、天津、西安                                                        |
| 四川航空     | 北京-首都（经停绵阳）、长沙、成都-双流、成都-天府、重庆、贵阳、杭州（经停贵阳）、哈尔滨（经停郑州）、济南、泸州、绵阳、宁波、西安（经停泸州）、郑州 |
| 中国南方航空 | 长春（经停长沙）、长沙、广州、南宁、深圳（经停南宁）、沈阳（经停武汉）、武汉                                                                        |
| 青岛航空     | 北京-大兴、长沙（经停丽江）、合肥、丽江、青岛（经停衢州/合肥）、衢州、西昌 国际：万象                                                               |
| 昆明航空     | 长沙、丽江、临沂（经停长沙）、上海-浦东、沈阳（经停长沙）、遵义-茅台                                                                                |
| 桂林航空     | 重庆、贵阳、海口（经停重庆）、济南、徐州（经停贵阳）                                                                                                |
| 成都航空     | 长沙、成都-天府、揭阳、南充、泉州（经停揭阳） |
| 九元航空     | 福州（经停南宁）、广州、衡阳、南宁、无锡（经停衡阳）                                                                                                |
| 长龙航空     | 毕节、长春（经停银川）、杭州（经停毕节）、温州（经停遵义-新舟）、银川、遵义-新舟                                                                    |
| 华夏航空     | 阿克苏（经停成都-天府）、成都-天府、重庆、万州、西安（经停万州）                                                                                    |
| 首都航空     | 北京-大兴、杭州、南京、上海-浦东 |
| 龙江航空     | 海拉尔（经停呼和浩特）、呼和浩特、哈尔滨（经停呼和浩特）                                                                                            |
| 吉祥航空     | 上海-浦东、武汉 |
| 上海航空     | 昆明、上海-虹桥（经停昆明） |
| 福州航空     | 武汉、哈尔滨（经停武汉） |
| 奥凯航空     | 铜仁、杭州（经停铜仁） |
| 春秋航空     | 长沙、上海-浦东（经停长沙） |
| 西部航空     | 重庆、郑州 |
| 中国国际航空 | 成都-天府 |
| 重庆航空     | 重庆 |
| 厦门航空     | 厦门 |
| 西藏航空     | 成都-双流 |
| 东海航空     | 深圳 |

## 資料來源
- 西雙版納嘎灑機場目的地 （页面存档备份，存于）

1. ↑  国家口岸管理办公室; 中国口岸协会. . 北京: 中国海关出版社. 2016.12. ISBN 978-7-5175-0180-0.
2. ↑  2023 CAAC data caac.gov.cn
3. ↑  . 民航资源网. 2012-11-27  [2022-09-22]. （原始内容存档于2022-09-24）.
4. ↑  . 中华人民共和国民政部. 2023-08-18  [2023-08-26].